# سيمونيدا

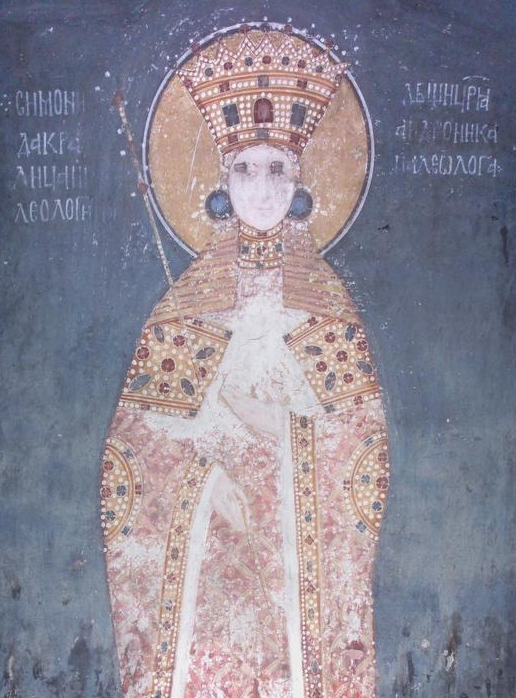
الملكة سيمونيدا

سيمونيدا (ولدت حوالي 1294 - توفيت بعد 1336) (بالصربية: Симонида Немањић) (باليونانية: Σιμωνίς Παλαιολογίνα)‏، هي ملكة صربيا القرينة وأميرة بيزنطية، هي الزوجة الرابعة لملك صربيا ستيفان ميلوتين، كما انها ابنة الإمبراطور البيزنطي أندرونيكوس الثاني باليولوج وزوجته ايرين من مونتفيرات.

## سنواتها المبكرة
ولدت سيمونيدا في القسطنطينية حوالي عام 1294 . وفي عام 1298 وبعد هزيمة البيزنطيين قطع الإمبراطور أندرونيكوس الثاني باليولوج وعداً بعقد زواج تحالف مع ملك صربيا ميلوتين. في البداية رغب الإمبراطور بتزويج أُخته أيوديكيا امبراطورة طرابزون الأرملة لكنها رفضت، عندها وقع اختياره على إبنته سيمونيدا، ورغم معارضة الدوائر الكنسية إلا ان الإمبراطور أصَرَّ على ان يمضي الاتفاق قدماً، وفي اواخر عام 1298 ارسل مبعوثه الموثوق ثيودورس ميتوشيتيس إلى البلاط الصربي لإدارة المفاوضات.

## زواجها
كان الملك الصربي ستيفان ميلوتين حريصاً على اتمام هذا الزواج حيث ابدى استعداده لتطليق زوجته الثالثة آنا تيرتر ابنة القيصر البلغاري جورج تيرتر وهو ما تم بالفعل في عام 1299 . كانت سيمونيدا في الخامسة من عمرها فيما كان الملك ستيفان ميلوتين في الخمسين من عمره وقد تزوج قبلها ثلاث مرات وله أبناء ناضجين.
تم الاحتفال بالزواج في سالونيك ربيع عام 1299 وغادر الزوجان إلى صربيا في أبريل. وكهدية للزواج تنازل البيزنطيون للصرب عن جميع الأراضي شمال الخط الممتد بين مدن أوخريد وبريليب وشتيب في مقدونيا.
وبحسب بعض المصادر البيزنطية فإن الملك الصربي ستيفان ميلوتين لم ينتظر حتى تصل سيمونيدا مرحلة النضج لإتمام علاقتهما ما ادى إلى تضرر الرحم ومنعها من انجاب الأطفال. وعندما شاع هذا الامر بادرت والدتها الامبراطورة ايرين ورغبة منها في استثمار العرش الصربي لوصول ذريتها، بتقديم أحد ابنائها ليتبناه الملك ميلوتين ابناً له.

## حياة الرهبنة
أبدت سيمونيدا اهتماماً كبيراً باللاهوت وارادت ان تصبح راهبة، وبعد وفاة والدتها الامبراطورة ايرين في عام 1317 حضرت سيمونيدا جنازتها في القسطنطينية وقررت عدم العودة إلى صربيا، وعندما جاء رجال زوجها لإعادتها خرجت اليهم وهي ترتدي ملابس الرهبنة ما اصابهم بالهلع، ولكن أخاها قسطنطين باليولوج امرها بخلع الملابس الدينية وارتداء ملابس اعتيادية وارسلها بصحبة رجال زوجها الملك ميلوتين وعلى الرغم من ترددها بالذهاب الا ان زوجها هدد بإعلان الحرب إن لم تعد اليه عندها عادت إلى صربيا.
كانت سيمونيدا في الثانية والعشرين من عمرها حينما مرض زوجها ميلوتين حيث بقيت إلى جانبه في مرضه ما اثار استغراب البلاط الصربي. توفي ميلوتين في 19 أكتوبر 1321 وبعد عشرة أيام عادت سيمونيدا إلى القسطنطينية لتصبح راهبة وتستقر في دير سانت اندرو في كرسيي قرب القسطنطينية.

## الإرث
كانت سيمونيدا مشهورة بجمالها الأخّاذ، وكانت معروفة في التراث الصربي بالنقاء والجمال، وتعتبر اللوحة الجدارية التي تصورها في دير غراتشانيتسا في كوسوفو واحدة من الجداريات الأكثر قيمة في الفن الصربي ولكن للأسف فقد تضررت بعض اجزاء الجدارية حيث لا توجد عيون لسيمونيدا.
كتب عنها الشاعر الصربي ميلان راكيتش قصيدة عاطفية اسمها «سيمونيدا» وكتب ميلوتين بويتش دراما نفسية بعنوان خريف الملوك تحدثت عنها. اما الفلكي الصربي ميلوراد بروتيتش فقد اكتشف الكويكب 1675 واطلق عليه اسم سيمونيدا تكريماً لها.

## وصلات خارجية
- جدارية سيمونيدا